# Nicolas Pacotat
Nicolas Pacotat (Bourges, c. 1696 - Poitiers, 1731) est un compositeur, maître de chapelle et musicien français de l'époque baroque.

## Biographie

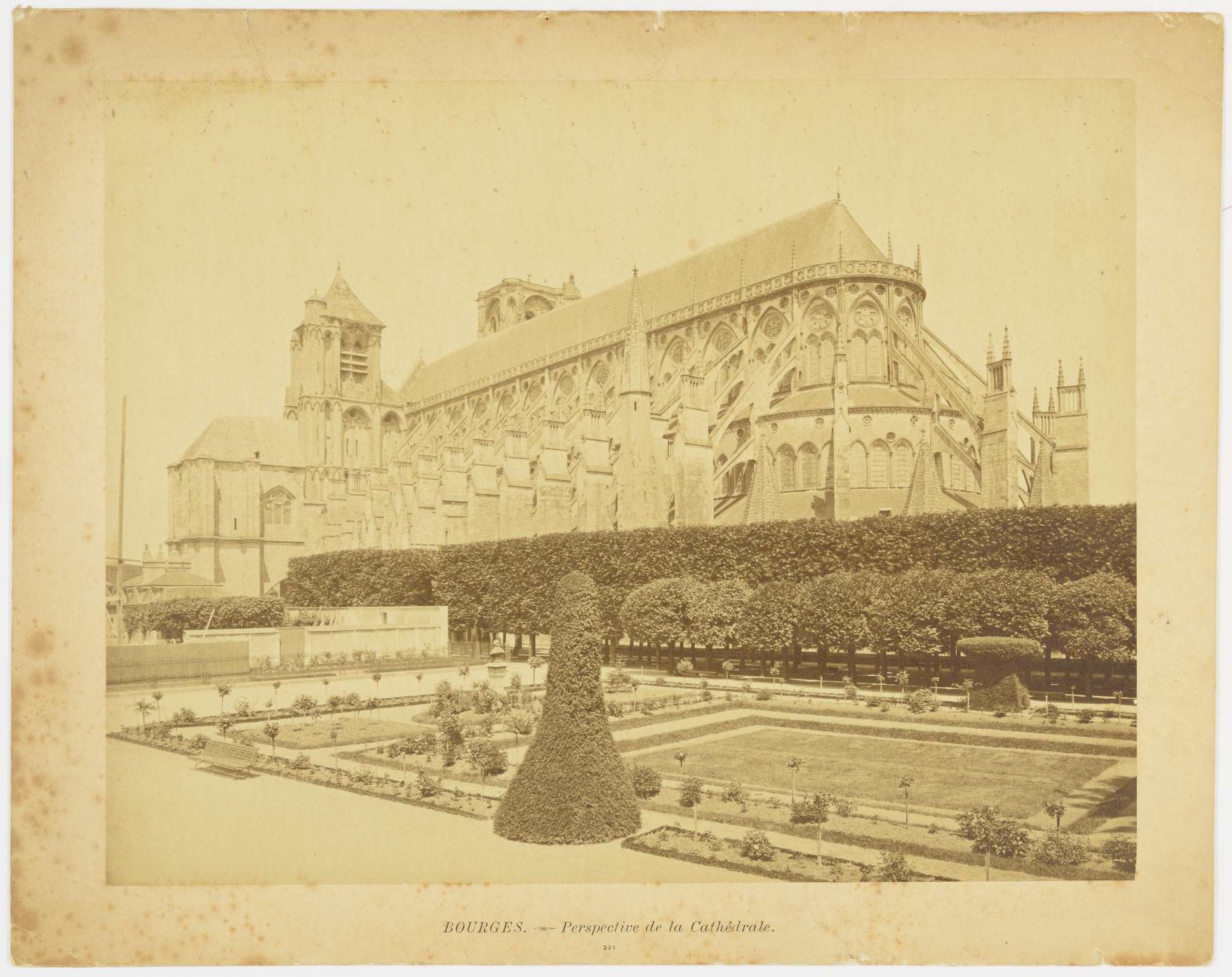
La cathédrale de Bourges en 1881.

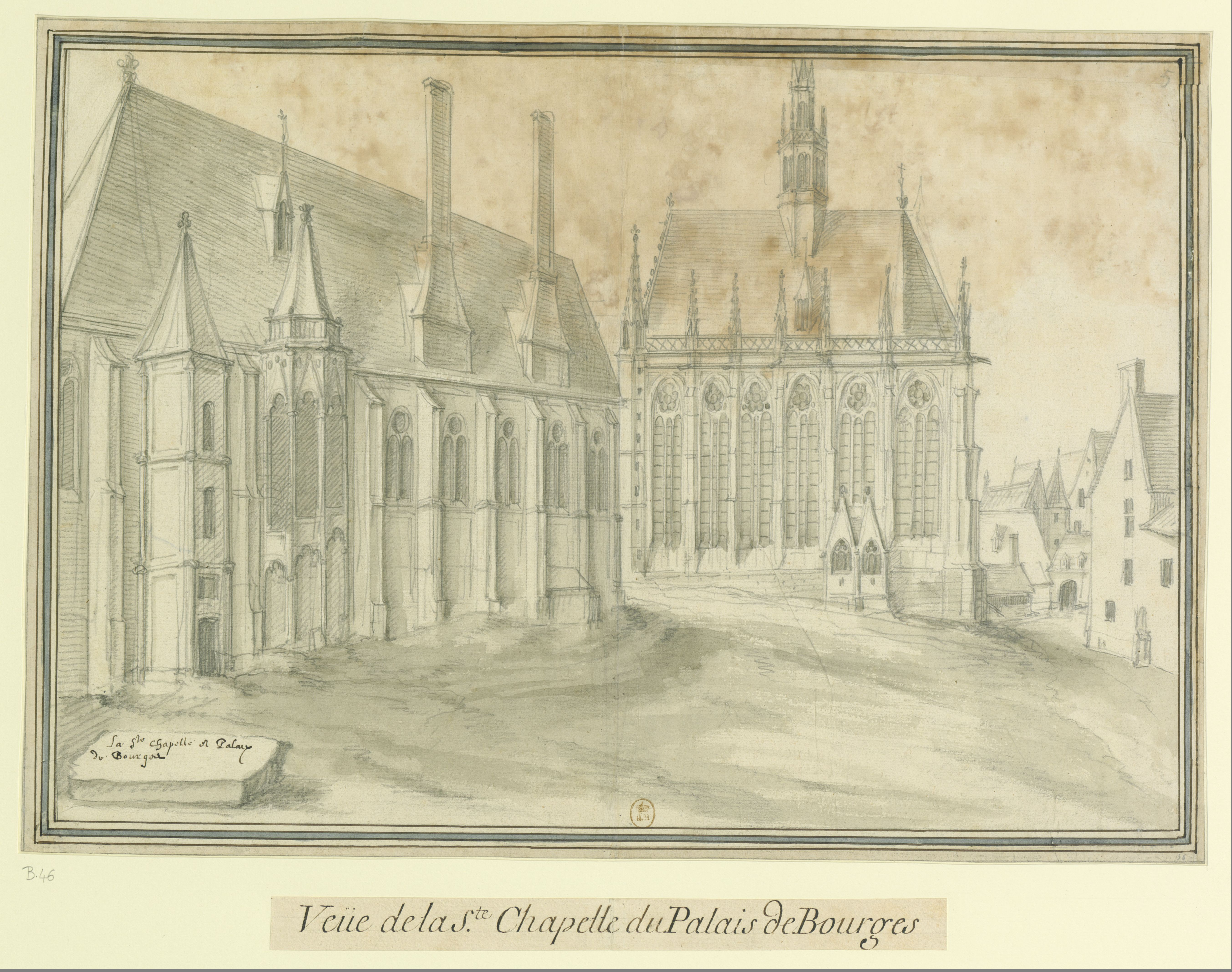
La Sainte-Chapelle de Bourges.

Âgé de six ans le 18 février 1702, le petit Nicolas entre dans la maîtrise de sa paroisse,, la collégiale Saint-Ursin (détruite à la Révolution). Il a comme maître Pierre Dutard, puis Nicolas Gaumet, ancien puer de la cathédrale. Il découvre la musique d’orgue avec une figure du monde musical berruyer, Sébastien Burat, également organiste en la cathédrale depuis 1671 et chez les Jésuites. Il « sort des aubes » en octobre 1714, ; retenu à Saint-Ursin comme gagiste,, il s’y retrouve maître en 1718. En mars 1720, il reçoit la chanoinie avec une semi-prébende, que possédait Dutard,.

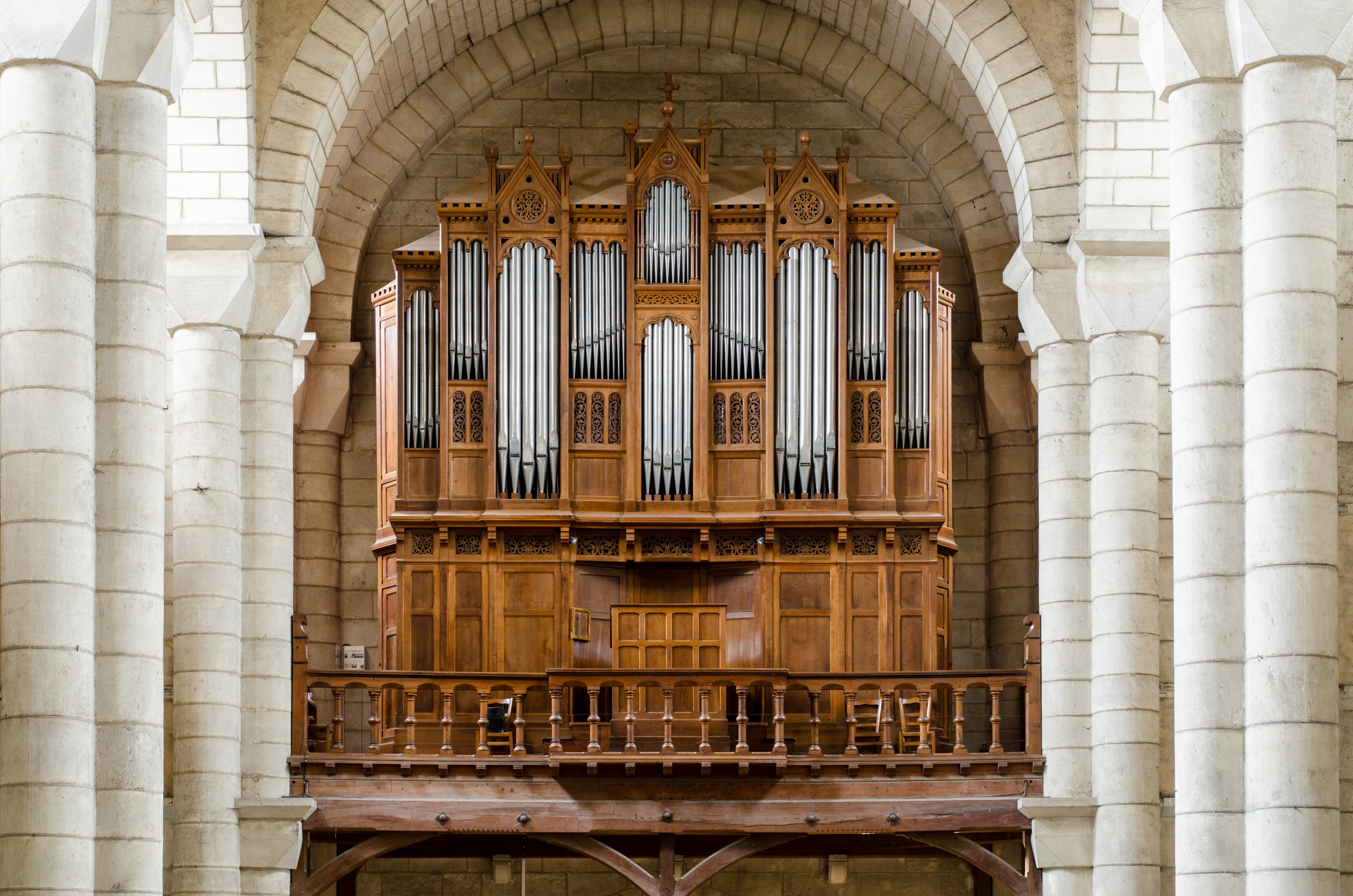
L'orgue de l'Église Saint-Hilaire le Grand.

Quoique très impliqué dans le monde musical de Bourges, il est attiré par la grande collégiale Saint-Hilaire de Poitiers qui, en vertu d’une charte de confraternité établie depuis plusieurs siècles, cultive des liens serrés avec le chapitre de Saint-Ursin. Il est reçu maître de musique en novembre 1722,, à la place de René Froger décédé au cours de l'été, et chapelain, en décembre. Assorti de l'inventaire de la maîtrise, son bail est établi pour neuf années à compter de Noël.

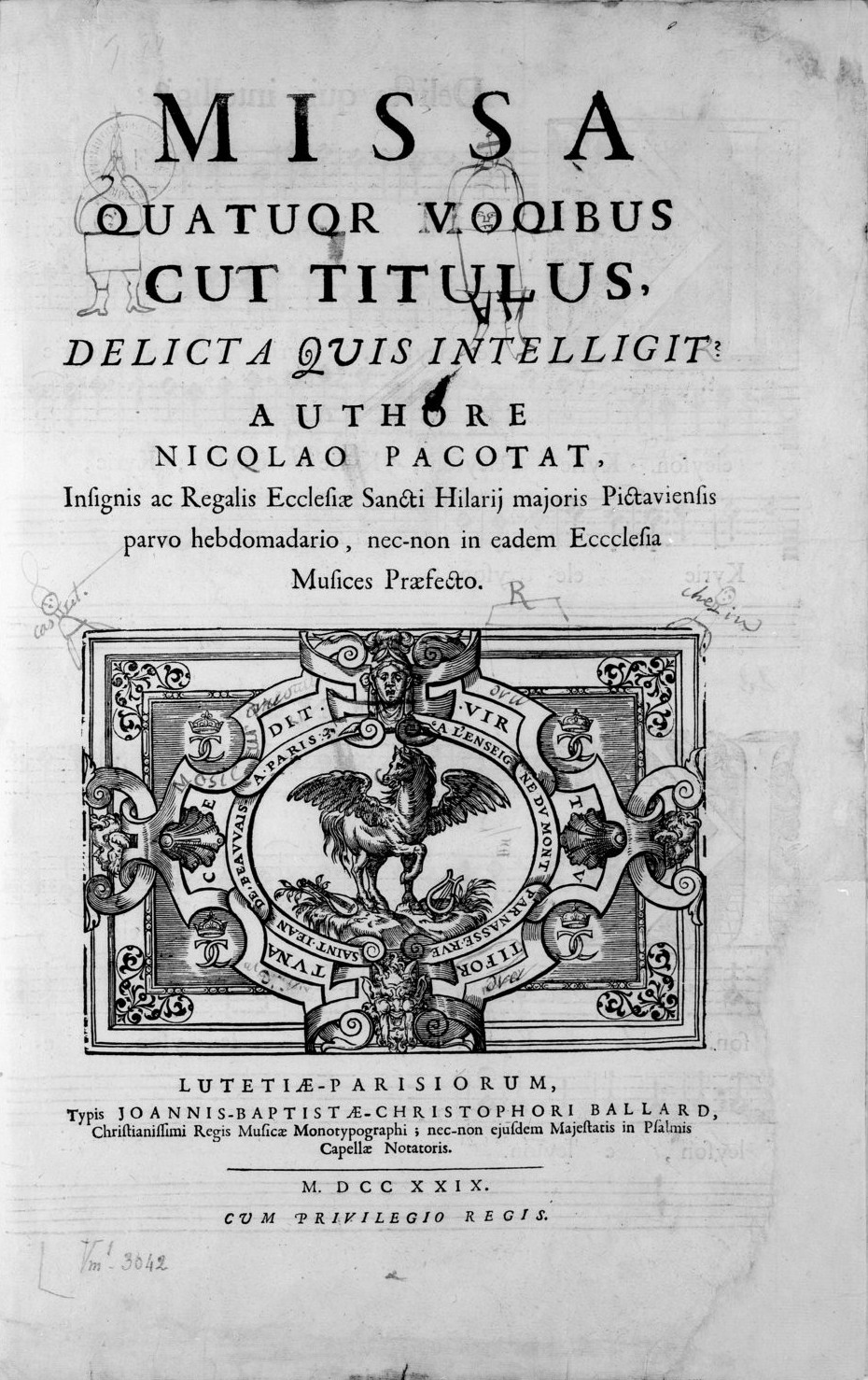
Page de titre de l'œuvre de Nicolas Pacotat, Missa quatuor vocibus cui titulus publié à Paris en 1729.

Pacotat est entouré de sept maîtrisiens, de l’organiste Louis Montazeau (Montazaud),, des chantres, des instrumentistes, et des « anniversariens recrutés d’après leur expérience du plain-chant ». La Saint-Hilaire d'hiver (14 janvier) et celle d’été (28 juin, translation des reliques) sont deux temps forts. Pour chacune, il est autorisé par le chapitre à « emprunter des musiciens externes » pour renforcer ses rangs. Il a l’occasion de retrouver le facteur d’orgue établi depuis 1716 à Bourges, Simon Rémy, qui vient travailler sur l’orgue de Saint-Hilaire.
En septembre 1724, le chapitre de la Sainte-Chapelle de Bourges tente de le faire revenir dans sa ville natale, où il se rend en octobre et est nommé maître pour neuf ans le 18 décembre,. Finalement, il choisit de rester à Saint-Hilaire de Poitiers où il était reparti et avait pris possession, le 12 décembre, « de la petite hebdomade de Sainte-Soline », délaissée par un ancien maître F. Pain, qui vient de décéder,.
Son décès est survenu avant juillet 1731, un nouveau maître, Claude Gibault, dont le bail n’est pas retrouvé, recevant un payement le 4 septembre.

## Œuvre
En 1733, le chapitre souhaite faire copier « toutes les pièces de musique du defunct Sr Pacotat ». Elles sont disparues, mise à part la messe Delicta quis intelligit ?,, encore chantée au début du XIXe siècle, notamment à Notre-Dame de Paris. Sa messe figure de temps en temps au programme de concerts estivaux. À Poitiers où elle fut sans doute écrite, 278 ans après sa composition, le 15 février 2007, l’occasion fut donnée de l’entendre dans la collégiale Saint-Hilaire-le-Grand, interprétée par les chœurs d’étudiants de l'Université de Poitiers et de Brandon University.
En mars 2016, elle est enregistrée pour la première fois par le Chœur de Grenelle, sous la direction d’Alix Dumon-Debaecker, sur instruments d’époque. Cet enregistrement est disponible sur le premier album du chœur, aux côtés des Litanies à la Vierge de Paolo Lorenzani (1640-1713) et de deux motets de Guillaume Bouzignac (1587-1643),.